# Sextus Quintilius Condianus (Konsul 180)
Sextus Quintilius Condianus (* in Alexandria Troas; † 182 in Rom) war ein römischer Politiker und Senator.
Condianus stammte aus Alexandria Troas in der Provinz Asia und war ein Sohn des Sextus Quintilius Valerius Maximus, der im Jahr 151 Konsul war. Nach Cassius Dio war Condianus 177/178 in Pannonien, um dort militärische Operationen durchzuführen. Allem Anschein nach war er bis zu seiner Ablösung spätestens im Jahr 179, als er sein ordentliches Konsulat für 180 antrat, Legat der Provinz Pannonia inferior. Condianus wurde im Jahr 182 von Commodus hingerichtet. 